# Philenora disticha
Philenora disticha är en fjärilsart som beskrevs av George Francis Hampson 1914. Philenora disticha ingår i släktet Philenora och familjen björnspinnare. Inga underarter finns listade i Catalogue of Life.